# قطعنامه ۶۸۸ شورای امنیت
قطعنامه ۶۸۸ شورای امنیت سازمان ملل متحد که در تاریخ ۰۵ آوریل ۱۹۹۱ تصویب شد، سندی بین‌المللی دربارهٔ عراق است. این قطعنامه طی نشست ۲۹۸۲ام با ۱۰ رای موافق، ۳ مخالف و ۲ ممتنع تصویب شد.